# Ronaldo Rodrigues de Jesus
Ronaldo Rodrigues de Jesus bedre kendt som Ronaldão (født 19. juni 1965 i São Paulo, Brasilien) er en tidligere brasiliansk fodboldspiller (forsvarer).
Han spillede for São Paulo FC, Flamengo, Santos FC, Coritiba og Ponte Preta i hjemlandet, samt japanske Shimizu S-Pulse. Længst tid, syv år, tilbragte han i São Paulo.

## Landshold
Ronaldão spillede mellem 1991 og 1995 14 kampe og scorede ét mål for det brasilianske landshold.
Han var en del af det brasilianske hold der vandt guld ved VM i 1994 i USA. Han var dog ikke på banen under turneringen. Året efter var han også med på holdet der vandt sølv ved Copa América.